# John O. Reed
John O. Reed (né en 1929 à Londres et mort en 2012 à Manchester,) est un traducteur de littérature africaine.
Avec Clive Wake il publie plusieurs anthologie ainsi que des traductions à partir du français des œuvres de Léopold Sédar Senghor et Jean-Joseph Rabearivelo dans les African Writers Series chez Heinemann. Il traduit également des titres de Ferdinand Oyono et Williams Sassine.
Avec Michael Etherton il publie Chikwakwa Remembered – Theatre and Politics in Zambia 1968-1972 en novembre 2011

## Anthologies
- (avec Clive Wake) A bibliography of modern creative writing in French from Madagascar, Salisbury, 1963
- (edit. avec Clive Wake) A Book of African Verse, Londres: Heinemann Educational, 1964. African Writers Series 8. Later edition published (1984) as A new book of African verse.
- (trad. avec Clive Wake) Prose and poetry, de Léopold Sédar Senghor. Londres: Oxford University Press, 1965.
- (trad.) Houseboy de Ferdinand Oyono. Londres: Heinemann, 1966. African Writers Series 29.
- (trad.) The Old Man and the Medal, de Ferdinand Oyono. Londres: Heinemann, 1967. African Writers Series 39.
- (trad. avec Clive Wake) Nocturnes, de Léopold Sédar Senghor. Londres: Heinemann Educational, 1969. African Writers Series 71
- (edit. et trad. with Clive Wake) French African Verse, Londres, etc.: Heinemann Educational, 1972. African Writers Series 106.
- (trad. avec Clive Wake) Translations from the night : Poèmes choisis de Jean-Joseph Rabearivelo. Londres: Heinemann, 1975. African Writers Series 167
- (trad.) Wirriyamu de Williams Sassine. Londres: Heinemann, 1980. African Writers Series 199